# Суш (Швейцария)
Суш (нем. Susch) — деревня и бывшая коммуна в Швейцарии, в кантоне Граубюнден. 
До 31 декабря 2014 года Суш был отдельной коммуной, но с 1 января 2015 года Суш объединили с коммуной Цернец. Входит в состав региона Энджадина-Басса/Валь-Мюштайр (до 2015 года входила в округ Инн). 
Население составляет 209 человек (на 31 декабря 2006 года). Официальный код  —  3744.

## Герб
Блазонирование: на белом фоне три зелёные горы, на каждой из которых по одной зубчатой чёрной башне. Герб представляет собой три бывших укрепления на холмах Суш. Изображение на гербе взято с удостоверяющей печати коммуны.

## Население

### Языки
| Языки в Суш   | Языки в Суш | Языки в Суш | Языки в Суш | Языки в Суш | Языки в Суш | Языки в Суш |
| Языки         | 1980 год    | 1980 год    | 1990 год    | 1990 год    | 2000 год    | 2000 год    |
| Языки         | Число       | Процент     | Число       | Процент     | Число       | Процент     |
| ------------- | ----------- | ----------- | ----------- | ----------- | ----------- | ----------- |
| Немецкий      | 27          | 12,44 %     | 32          | 15,76 %     | 59          | 29,65 %     |
| Ретороманский | 175         | 80,65 %     | 159         | 78,33 %     | 130         | 65,33 %     |
| Итальянский   | 15          | 6,91 %      | 7           | 3,45 %      | 7           | 3,52 %      |
| Жители        | 217         | 100 %       | 203         | 100 %       | 199         | 100 %       |

## Галерея

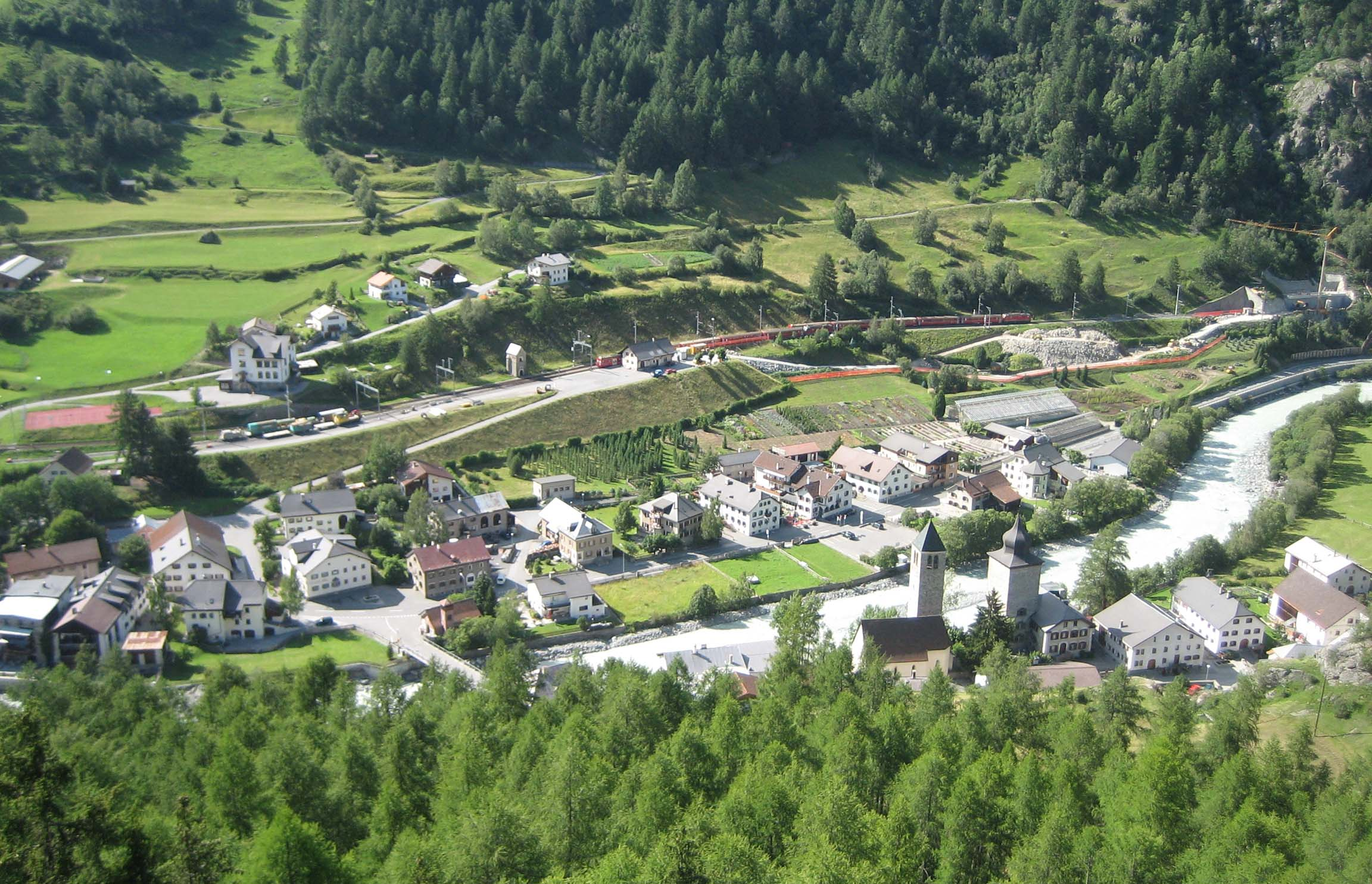
Вид на Суш
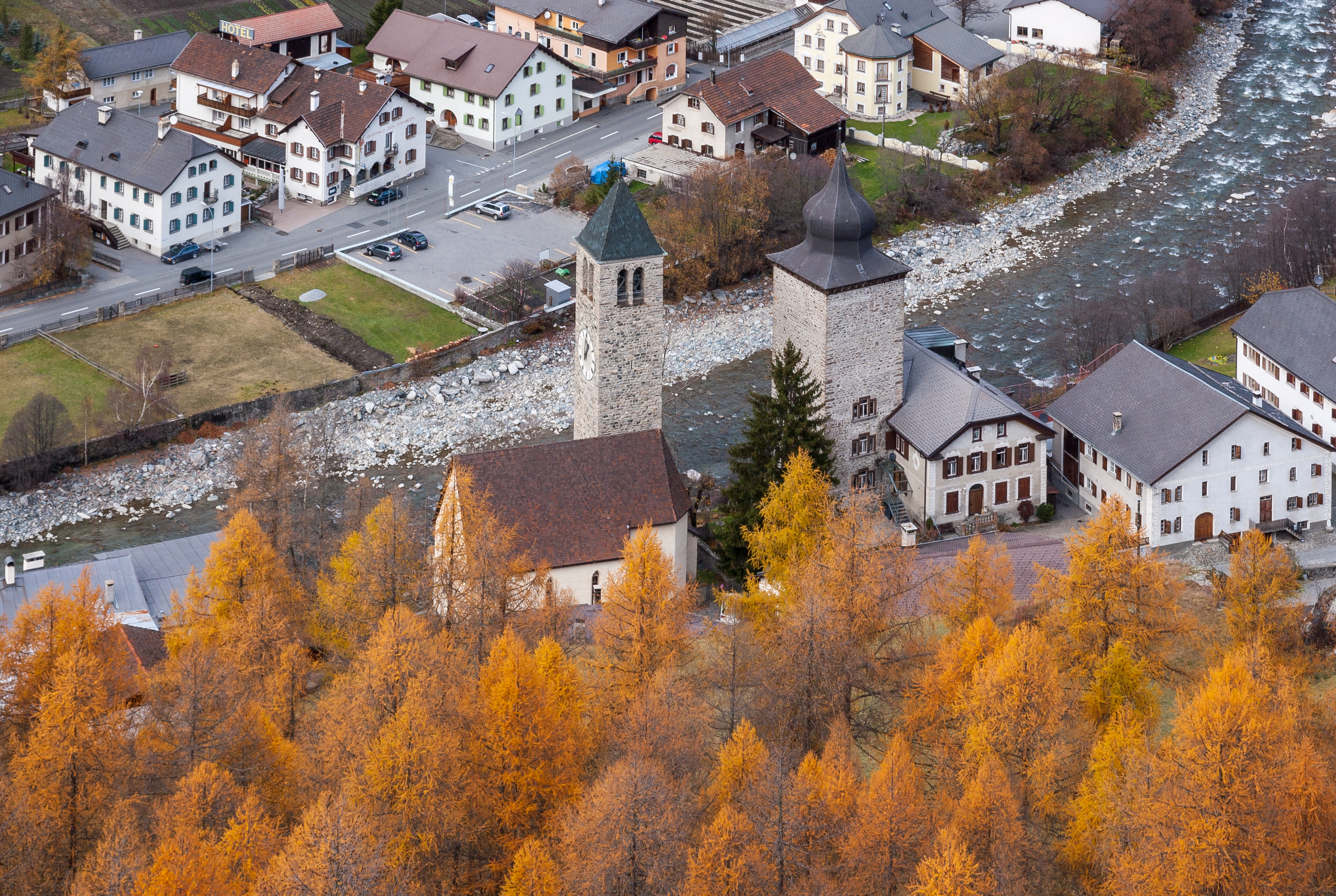
Вид на реформистскую церковь в Суш
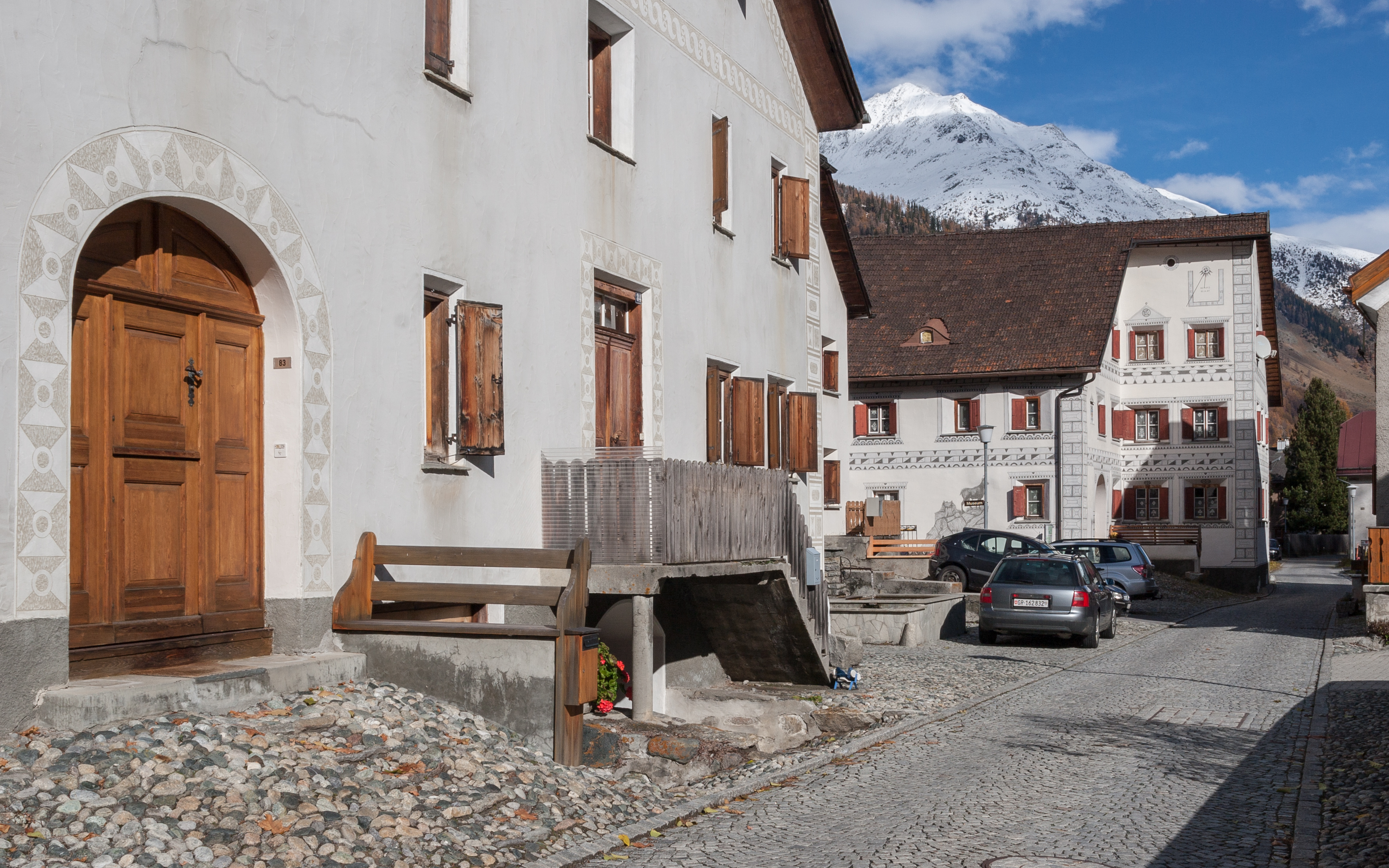
Улица Суш в 2008 году
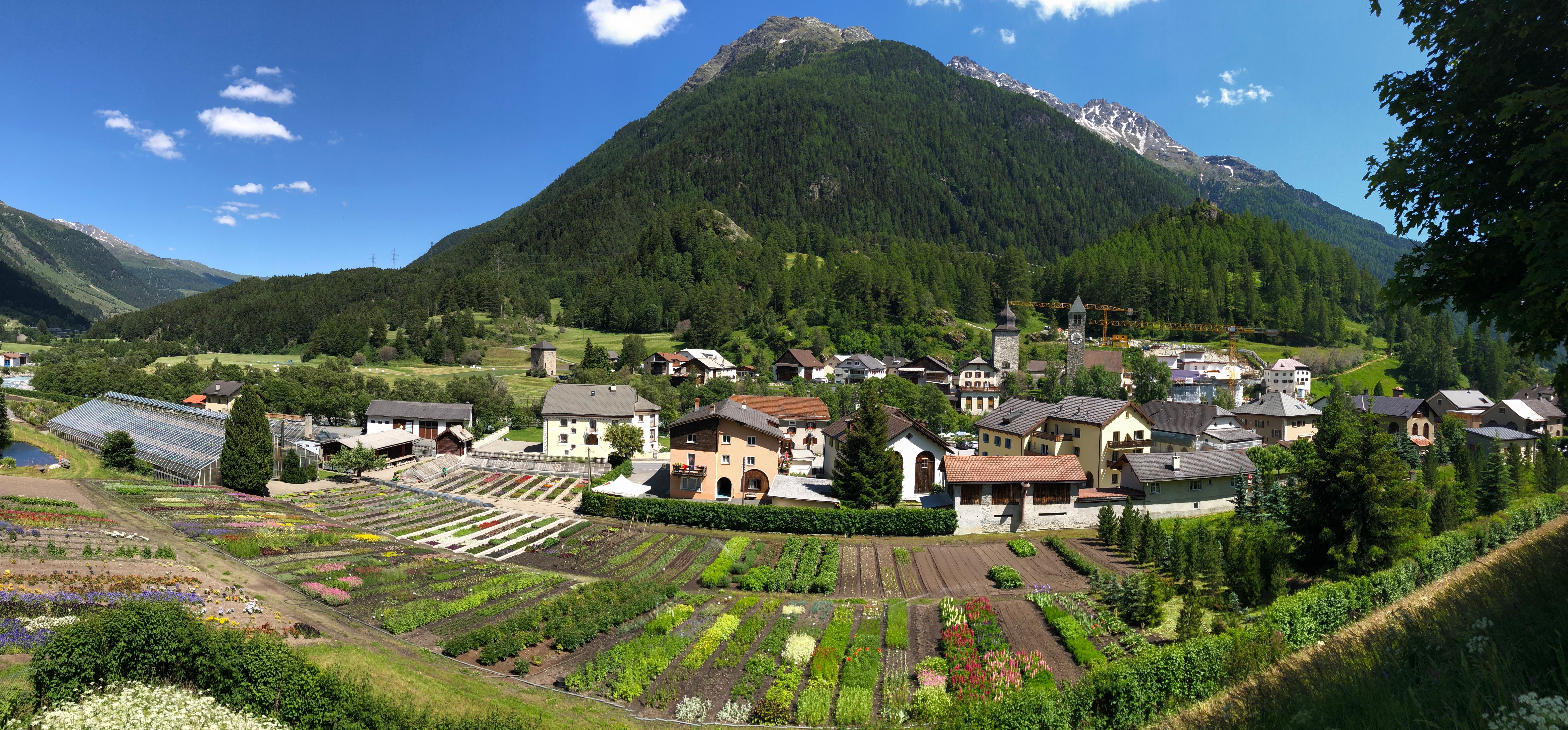
Панорама Суш, вид с железнодорожной станции